# Betta simorum
Betta simorum Tan & Ng, 1996 è un pesce d'acqua dolce appartenente alla famiglia Osphronemidae.

## Distribuzione e habitat
Questa specie, di recente scoperta (1996) è endemica delle acque dolci dell'Indonesia.

## Descrizione
Il corpo è allungato, piuttosto cilindrico. La testa è arrotondata, con bocca rivolta verso l'alto. Le pinne sono allungate e appuntite. La pinna dorsale è posizionata nell'ultimo terzo del corpo, la caudale è a lancia, l'anale allungata e le pinne ventrali filiformi. Il dimorfismo sessuale è visibile sia nella livrea che nella morfologia delle pinne, più appuntite e grandi nel maschio. Esso presenta una colorazione bruno rossastra, con fianchi e peduncolo caudale dai riflessi giallo verdi. Le pinne sono verdi, marezzate di bruno, ad eccezione delle ventrali, virate sul blu. La femmina ha livrea più smorta, bruno azzurra.

Raggiunge una lunghezza di 6,5 cm.

## Acquariofilia
Vista la recente scoperta, questa specie, peraltro facilmente allevabile in acquario, è ancora poco diffusa, allevata in Europa e Americhe soltanto da rari appassionati.